# Odznaka Braterstwa Broni
Odznaka Braterstwa Broni – polskie jednoklasowe resortowe odznaczenie okresu PRL, ustanowione 7 października 1963.
Odznaka była nadawana żołnierzom Sił Zbrojnych PRL oraz armii innych państw socjalistycznych, jak również obywatelom Polskiej Rzeczypospolitej Ludowej i innych państw socjalistycznych jako symbol zasług położonych w umacnianiu więzów przyjaźni, braterstwa broni i współpracy między armiami państw socjalistycznych we wspólnej walce o pokój i socjalizm. Odznakę nadawał Minister Obrony Narodowej.
Z dniem 14 października 1991 uchwała nr 232 Rady Ministrów została uznana za nieobowiązującą.

## Opis odznaki
Na awersie znajduje się wizerunek wypukłej Odznaki Grunwaldzkiej na tle konturu granic Polski. W otoku umieszczony został napis: BRATERSTWO BRONI NA STRAŻY POKOJU I SOCJALIZMU. W górnej części odznaki znajdują się z jednej strony liście dębu, z drugiej laurowe.
Na odwrocie umieszczono w trzech wierszach napis MINISTERSTWO/OBRONY/NARODOWEJ, a w otoku POLSKA RZECZPOSPOLITA LUDOWA.
Odznaka w pierwszej wersji przymocowana była dwoma łańcuszkami do baretki w metalowej ramce, a od 1975 do pierścienia, przez który przewleczono wstążkę.
Wstążka o szerokości 30 mm, w kolorze bordowym z trzema wąskimi białymi paskami.